# Fernandes
Fernandes — компания, производящая музыкальные инструменты.

## История

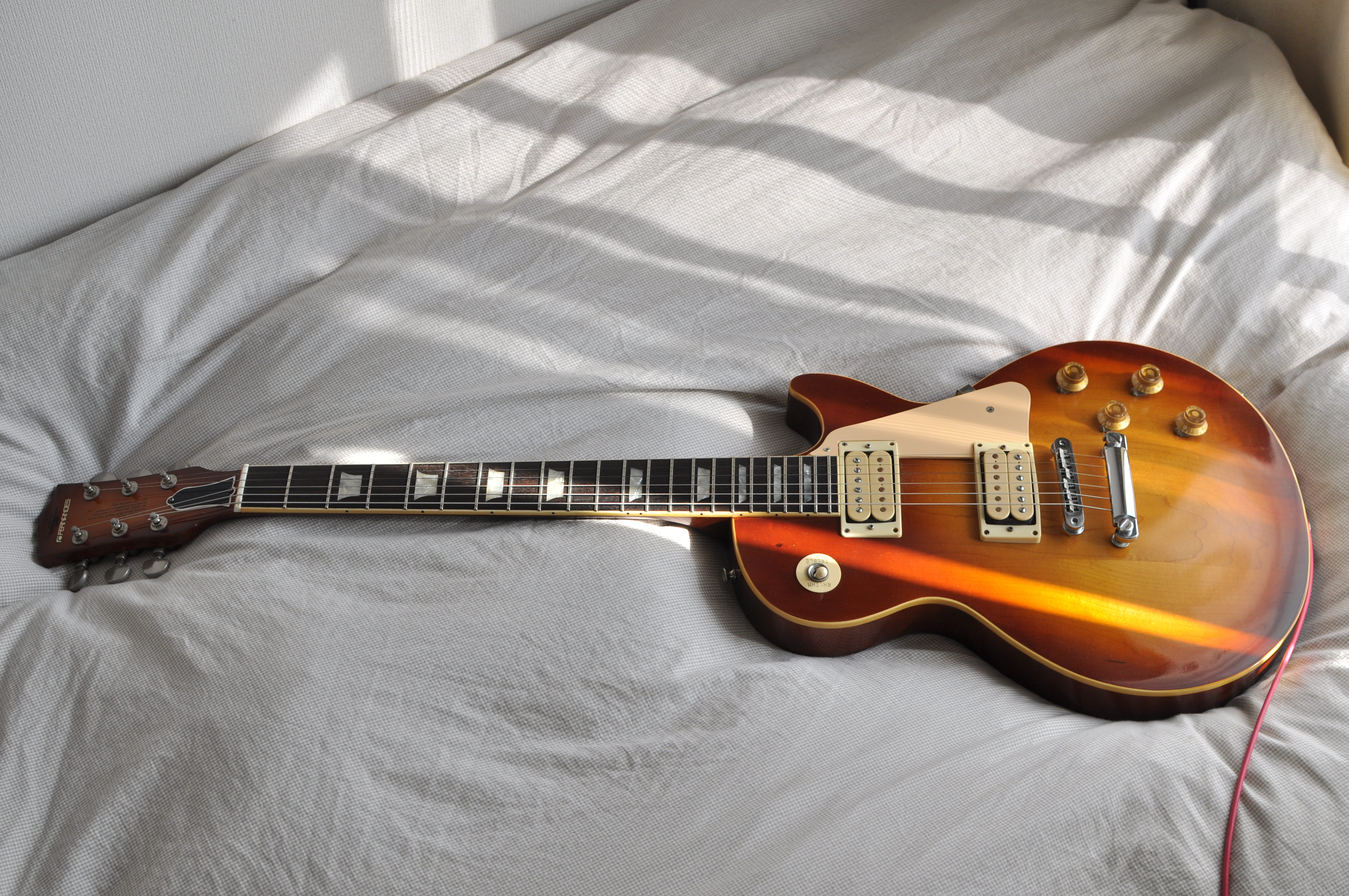
Гитара Fernandes FLG-70 VX

Компания была основана в Японии 25 февраля 1969 года. Изначально компания специализировалась на изготовлении гитар фламенко. Со временем в серийное производство поступили акустические, электро-, бас-гитары, усилители и гитарные аксессуары.
К середине 80-х годов Fernandes стал крупнейшим производителем гитар в Японии. В то же время компания производила электро- и бас-гитары для японского отделения Fender. В частности, японскую копию Stratocaster того времени до сих пор считают одной из самых удачных моделей Fender.
В 1992 году, после успеха на востоке, Fernandes открывают своё производство в Лос-Анджелесе, где начинают завоёвывать американский рынок, предлагая качественные инструменты по вполне умеренным ценам.
К 1996 году компания значительно расширяет американское производство и открывает свой Custom Shop — конструкторское бюро, где были разработаны популярные модели гитар Ravelle и Nomad.
По состоянию на 2021 год подразделение компании в США закрыто.
13 июля 2024 года компания объявила о банкротстве на своём официальном сайте:

В настоящее время у компании имеется значительная задолженность перед несколькими правообладателями, и, к сожалению, продолжать бизнес невозможно.
Мы приносим извинения за неудобства, причинённые нашим кредиторам и связанным сторонам, но в свете общей суммы задолженности «Фернандес» подаст ходатайство о начале процедуры банкротства как можно скорее. С кредиторами и деловыми партнёрами, у которых есть претензии или долги к «Фернандесу», представительство свяжется отдельно в письменной форме для подачи заявления об открытии процедуры банкротства.
Оригинальный текст (яп.)株式会社フェルナンデス（以下「フェルナンデス」といいます。）は、現在、複数の 権者に対して、相当額の債務を負担しており、誠に残念ながら事業の継続が不可能な状況
となりました。 債権者・関係各位には多大なご迷惑をおかけし申し訳ごいませんが、負債総額に照ら
し、フェルナンデスは可及的速やかに自己破産手続開始の申立を行う予定です。 フェルナンデスに対する債権または債務のある債権者・取引先各位につきましては、別 途、破産手続開始申立代理人弁設士から、書面でご連絡いたします。内容をご確認いただ
きますようお願いいたします。
ご迷惑をおかけいたしますとともに、長年のご愛顧に感謝申し上げます。

## Нововведения
Революционной разработкой компании Fernandes стала система, встраиваемая в корпус гитары, позволяющая ноте звучать настолько долго, насколько этого желает гитарист (Infinity Sustainer).
В основе работы сустейнера лежит принцип электромагнита: излучаемое сустейнером магнитное поле поддерживает колебания струны до тех пор, пока она не будет заглушена рукой, таким образом, звучание ноты может быть бесконечным.